# パノラマワイド
『パノラマワイド』は、1981年4月12日から1984年9月30日までTBSラジオの土曜日深夜の時間帯（27:00 - 29:00 ＝ 日曜日未明3:00 - 5:00）で放送されていたワイドラジオ番組。
正式タイトルは、途中の1982年10月3日までは『パノラマワイド ヨーイドン!』、1982年10月10日以降は『パノラマワイド 今夜もよろしく 〜土曜の夜はロックンロール〜』。本項ではこの両者について説明。

## 概要
当時『パックインミュージック』の火曜（月曜深夜）パーソナリティを降板して1年となっていた林美雄を初代メインパーソナリティとして、1971年4月から1974年8月まで同じパックインミュージックの木曜（水曜深夜）パーソナリティを務めていた馬場こずえを初代パートナーとしてスタート。馬場は1978年4月2日まで同じ土曜深夜3:00 - 5:00の時間帯で『こずえの深夜営業』のパーソナリティを務めており、3年ぶりに同じこの時間帯への復帰となった。野田秀樹、椎名誠などのコーナー番組を抱えていた。
『ヨーイドン!』は1982年10月改編を以って終了し、この改編時より、嶋大輔、紅麗威甦（グリース）、麗灑（りさ）がメインパーソナリティ、翔、Johnnyらがコーナー出演という出演者が銀蝿一家中心の番組『パノラマワイド 今夜もよろしく 〜土曜の夜はロックンロール〜』がスタート。

## メインパーソナリティ
（出典：
）

### パノラマワイド ヨーイドン!
- 林美雄 （1981年4月〜1981年9月）[9]
- 馬場こずえ （1981年4月〜1981年9月）[9]
- 高橋進 （1981年10月〜1982年10月）
- 泰葉 （1981年10月〜1982年10月）

### パノラマワイド 今夜もよろしく
- 嶋大輔 （1982年10月〜1984年9月）
- 紅麗威甦 （1982年10月〜1984年9月）
- 麗灑 （1982年10月〜1984年9月）

## コーナー・内包番組

### パノラマワイド ヨーイドン!
- 野田秀樹の「3時のあなたに会いましょう」[9]
劇団「夢の遊眠社」に早くから注目していた初代パーソナリティの林美雄によって野田が起用された。本コーナーのテーマ曲は、ボブ・マグラスのバラード曲[10]。
- 椎名誠の「拍手パチパチ人生」
椎名誠のラジオエッセイ的コーナー[9]。エッセイのような調子で世間の話題や流行などを採り上げて茶化したり苦言を呈したりなどの独り語りコーナー。冒頭にその当時の時事ネタを2〜3織りこんだナレーションを入れた後に「出てこいシーナ、椎名誠！」という台詞で呼びこんだ後に椎名が登場していた。ナレーションを担当していたのは泉麻人[10]。
- 泉麻人のチャラチャラ歌謡評論
野田秀樹、椎名誠の各コーナーにもかかわっており、前番組『ヤングプラザ午前3時』の時から番組に良く出入りしていたという泉麻人のコーナー。泉によると、このコーナーの前には山田邦子が出演してものまねネタなどをやるコーナーを行っていたが、他の仕事が忙しくなって本番組に出演出来なくなって空きが出来たために自分が穴埋めすることになったとのことである[10]。
- ユア・ヒットしないパレード
『林美雄のパックインミュージック』から継続されたコーナー。
- 赤坂ライブ
収録は毎月1回TBSホールで行われ、そこでのバンドやアーティストのライブの模様を放送[9]。赤坂ライブは本番組終了後も単独番組として放送を続けていた。

### パノラマワイド 今夜もよろしく
- 翔とJohnnyの今夜はここまで！
- パノラマ劇場
嶋大輔、麗灑、紅麗威甦のメンバーが総出演で行っていたラジオドラマコーナー。

## ネット局
いずれも土曜日深夜27:00 - 29:00（日曜日未明3:00 - 5:00）、同時ネット。特記が無いものは、1981年4月〜1984年9月の全期間ネット。
- 秋田放送 （1981年4月〜1983年3月）
- 信越放送 （1981年4月〜1982年9月）
- ラジオ福島 （1982年4月〜1983年3月）
- 山陽放送
- 南海放送 （1983年4月〜1984年9月）
- RKB毎日放送
- 琉球放送